# جون ك. كولي
جون ك. كولي (بالإنجليزية: John K. Cooley)‏ هو صحفي أمريكي، ولد في 25 نوفمبر 1927 في أثينا في اليونان، وتوفي بنفس المكان في 6 أغسطس 2008 بسبب سرطان.